# لادوسا ده کانیلو
لادوسا ده کانیلو (به لاتین: L'Aldosa de Canillo) یک شهر در آندورا است که در کانیلو واقع شده‌است.